# 원종억 (1902년)
원종억(元鍾億, 일본식 이름: 元原鍾億모토하라 쇼오쿠, 1902년 ~ ?)은 일제강점기와 대한민국의 법조인이다.

## 생애
충청남도 천안군 출신이다. 1920년에 경성전수학교를 졸업하고 공주지방법원 청주지청 서기과에서 통역생 겸 서기로 일했으며, 조선변호사시험에 합격하면서 법조인이 되었다.
1925년 조선총독부 판사로 임용되어 공주지방법원 강경지청에 발령받았고, 이후 경성지방법원 인천지청, 해주지방법원, 평양복심법원 판사를 차례로 지냈다. 평양복심법원 판사로 근무하던 1935년에 이 법원의 판검사를 통틀어 유일한 조선인이었다.
충청남도와 경기도, 황해도, 평안남도 지역에서 총독부 판사로 근무한 기간은 약 19년이다. 평양복심법원 판사이던 1939년을 기준으로 정6위에 서위되어 있었다.
퇴관한 뒤에는 마지막 임지였던 평양에서 변호사를 개업하였고, 평양과 서울에서 변호사로 활동했다. 1967년까지도 서울에서 변호사 개업 중이었다.

## 평가
2002년 발표된 친일파 708인 명단 중 판사 부문과 2008년 민족문제연구소가 발표한 친일인명사전 수록예정자 명단 중 사법 부문에 모두 포함되었으며 2009년 친일반민족행위진상규명위원회가 발표한 친일반민족행위 705인 명단에도 포함되었다.

## 참고자료
- 원종억(元鍾億) - 국사편찬위원회